# A-Hmao
A-Hmao (Da Hua Miao ), jedna od podgrupa naroda Miao koja živi u planinskom području sjeverozapada provincije Guizhou i sjeveroistočnom i središnjem Yunnanu, Kina, i jedna manja grupa u području Panzhihua, na jugu Sechuana. Sam sebe nazivaju A-Hmao, dok su ih Kinezi prozvali Da Hua Miao (Big Flowery Miao). Prema svome jeziku u potpunosti se razlikuju od skupine Small Flowery Miao (Gha-Mu), koji također žive u Guizhou.
A-Hmao su stoljećima živjeli u ropstvu naroda Nosu Yi. Prema poznatom etnologu i antropologu Samuelu Pollardu, s prijelaza iz 19. u 20. stoljeće, koji je 1864. doputovao u Kinu i pručavao tamošnje narode, zapisao je u svoj dnevnik da je ovaj narod prakticira ljudožderske običaje, te kaže "After a fight, the warriors who are killed on either side are opened and their hearts removed these are cooked and eaten." Polard već 1904. narod A-Hmao nalazi ulovljene u ropstvu naroda Nosu. Uz pomoć Francis Dymonda pokrštava oko 10.000 A-Hmaoa i sastavlja pismo za njihov jezik, učeći ih čitati i pisati. A-Hmao su i danas znatnim dijelom kršćani a ima i politeista.

## Vanjske poveznice
- Hmong, Northeastern Dian